# Pelargonium caylae
Pelargonium caylae ist eine Pflanzenart aus der Gattung der Pelargonien (Pelargonium) innerhalb der  Familie der Storchschnabelgewächse (Geraniaceae). Sie ist in Madagaskar beheimatet.

## Beschreibung

### Vegetative Merkmale
Pelargonium caylae wächst als aufrechter, wenig verzweigter und immergrüner Strauch mit einer Höhe von bis zu 80 Zentimeter. Die Triebe sind nur schwach sukkulent ausgebildet. Die an den Triebspitzen gehäuft stehenden einfachen, weichen und samtartigen Blätter besitzen eine herzförmige Blattspreite. Der Blattrand ist gekerbt. 

### Generative Merkmale
Der unverzweigte Blütenstand enthält bis zu 15 Einzelblüten. Der Blütenbecher ist 16 bis 18 Millimeter lang und die schmal eiförmigen Kelchblätter sind am Rand gewimpert. Die fünf malvenfarbigen Kronblätter sind schmal verkehrt dreieckig und an den Rändern gewellt. Die oberen beiden sind nach und nach um 90° zurückgebogen, die unteren drei fortlaufend um fast 180° zurückgebogen. Es sind fünf fertile Staubblätter vorhanden, von denen vier gleich lang sind und eines etwas länger ausgebildet ist. Der Pollen ist orange gefärbt.

### Chromosomenzahl
Die Chromosomenzahl beträgt 2n = 36.

## Vorkommen
Das Verbreitungsgebiet von Pelargonium caylae liegt im Südosten von Madagaskar, im Sakamalio-Tal. Die Pflanzen sind nur von diesem Fundort bekannt. 

## Systematik
Die Erstbeschreibung als Pelargonium caylae erfolgte 1935 durch Henri Jean Humbert. Die Art gehört zur Sektion Ciconium (Sweet) Harvey.

## Nachweise